# Winfried Stöcker
Winfried Alexander Stöcker (* 23. Januar 1947 in Rennersdorf/O.L.) ist ein deutscher Mediziner und Unternehmer. 1987 gründete er das Unternehmen Euroimmun, das er 2017 für 1,2 Milliarden Euro verkaufte. 2013 erwarb er als Investor das Kaufhaus Görlitz und 2016 den Flughafen Lübeck-Blankensee. Stöcker entwickelte einen Impfstoff gegen COVID-19 und verimpfte ihn trotz fehlender Zulassung in der Öffentlichkeit. In die Schlagzeilen geriet er auch mit polemischen Äußerungen zur Migrationspolitik und zur MeToo-Debatte.

## Leben
Winfried Stöcker wurde 1947 in der Oberlausitz geboren. 1960 siedelte er mit seiner Familie nach Pegnitz bei Nürnberg über. Von 1967 bis 1973 studierte er in Würzburg Medizin und erhielt 1975 die Approbation. 1976 wurde er mit einer Arbeit über die Bestimmung der Radioaktivität und Halbwertszeit des Methylgruppendonators S-Adenosylmethionin unter In-vivo-Bedingungen mit summa cum laude promoviert. Nach der Promotion arbeitete Stöcker als Truppenarzt und Kompaniechef bei der Luftwaffe. Nach einer weiteren Ausbildung zum Arzt für Laboratoriumsmedizin in Stuttgart und an der Medizinischen Universität Lübeck folgte 1983 die Anerkennung als Facharzt. Bis 1991 leitete Stöcker an der Medizinischen Universität Lübeck ein von ihm gegründetes Labor für Autoimmundiagnostik. 1985 arbeitete er zusätzlich als Oberarzt des Universitätsinstituts für Immunologie und Transfusionsmedizin.
1987 gründete Stöcker in Lübeck Euroimmun, ein Unternehmen für Labordiagnostik.  Stöcker hatte bereits 1983 seine Erfindung der Biochips zum Patent angemeldet. Weitere Patente erhielt er für Inkubations- und Pipettierverfahren. Nach eigenen Angaben wurden in den 2010er Jahren bei Euroimmun unter seiner Leitung mehrere Patente pro Jahr und zahlreiche wissenschaftliche Publikationen eingereicht.
Seit 1999 besitzt er nach eigenen Angaben einen Professorentitel von der Medizinischen Tongji-Hochschule in Wuhan, China. Von 2011 bis 2023 war er Honorarprofessor der Universität zu Lübeck. Die Universität versuchte 2018 vergeblich, Stöckers Honorarprofessurtitel abzuerkennen. Im Oktober 2023 hat Stöcker die Honorarprofessur selbst abgelegt.
Seit 2014 hat sich Stöcker wiederholt mit Positionen und Aktionen in die Öffentlichkeit begeben, die erheblichen Widerspruch auslösten.
Neben seinen medizinischen Aktivitäten als Wissenschaftler war Stöcker als Investor tätig. So erwarb er 2013 das Kaufhaus Görlitz. Seit Juni 2016 ist Stöcker über eine Objektgesellschaft Eigentümer des Flughafens Lübeck-Blankensee. Die Lübecker Bürgerschaft stimmte dem Kaufvertrag am 30. Juni 2016 zu.
Stöcker war bei Euroimmun Mehrheitsaktionär. Im Juni 2017 wurde seine Absicht bekannt, Euroimmun an das US-amerikanische Unternehmen PerkinElmer zu verkaufen. Der Verkauf, der im selben Jahr für 1,2 Milliarden Euro abgewickelt wurde, brachte ihm 600 Millionen Euro ein. Das Manager Magazin schätzte 2019 Stöckers Vermögen auf 300 Millionen Euro.
Bei der Kommunalwahl 2018 in Groß Grönau trat Stöcker für die FDP an. Damals war er seit etwa zwei Jahren FDP-Mitglied. Im Februar 2020 trat er wieder aus und warf der FDP in einem offenen Brief „mangelndes Demokratie-Verständnis“ im Zusammenhang mit der Regierungskrise in Thüringen vor. Die FDP habe frei gewählte AfD-Abgeordnete diffamiert „und damit auch einen beträchtlichen Anteil der Wählerschaft“, obwohl die AfD „in vielen Sachfragen die besten Argumente“ habe. Im Jahr 2019 hatte er der AfD 20.000 Euro gespendet. Im Jahr 2021 sagte er dazu, er spende immer „nach aktueller Gemütslage“. Die AfD habe viele gute Ansichten und verbreite „auch einige schlechte“. Er werde nicht in die AfD eintreten oder sie im Wahlkampf unterstützen. Im Januar 2025 spendete er 1,5 Millionen Euro an die AfD. Nach Angaben von Lobbycontrol war es die – zu diesem Zeitpunkt – höchste Einzelspende an die Partei.
Im Mai 2025 trat Stöcker als Schirmherr und Redner bei einer Kundgebung am Brandenburger Tor der Initiative Deutschland steht auf in Berlin mit anschließendem Demonstrationszug durch das Regierungsviertel auf.
Stöcker ist verheiratet und lebt in Groß Grönau in der Nähe von Lübeck.
Nach Scopus hat Stöcker bei 105 Publikationen einen h-Index von 32.

## Nicht-zertifizierter COVID-19-Impfstoff

### Entwicklung und Tests
Stöcker forschte an einem COVID-19-Impfstoff. Laut Presseberichten injizierte sich Stöcker im März 2020 dreimal ein von ihm selbst entwickeltes Antigen des SARS-CoV-2. Sein Immunsystem habe daraufhin Antikörper entwickelt.
Im September 2020 meldete Stöcker dem Präsidenten des Paul-Ehrlich-Instituts (PEI), Klaus Cichutek, er und vier andere Probanden hätten Antikörper entwickelt. Das Landesamt für soziale Dienste erstattete daraufhin Strafanzeige „aufgrund unerlaubter Verabreichung eines nicht zugelassenen Impfstoffes“. Die Staatsanwaltschaft Lübeck wusste von zwei inhaltsgleichen Anzeigen: „die eine vom Landesamt für Soziale Dienste Schleswig-Holstein, die andere vom Paul-Ehrlich-Institut.“ Nach Darstellung des Paul-Ehrlich-Instituts erstattete es Anzeige erst, nachdem es Kontakt zu Stöcker aufgenommen und ihm wissenschaftliche und regulatorische Beratung angeboten hatte, die Stöcker ablehnte; dabei sei auch auf die mögliche strafrechtliche Relevanz seiner Versuche hingewiesen worden. Stöcker wurde im Strafverfahren von Bundestagsvizepräsident Wolfgang Kubicki (FDP-Politiker und Rechtsanwalt) vertreten. Stöcker teilte Anfang 2021 mit, das Antigen zwischenzeitlich mehr als 60 weiteren Freiwilligen verabreicht zu haben. Kubicki argumentierte, Stöcker habe nicht etwa eine klinische Prüfung durchgeführt, sondern er habe das Antigen im Rahmen individueller Heilversuche verabreicht. Dazu sei keine Genehmigung nötig gewesen.
Laut Angaben des Magazins Der Spiegel ergaben Neutralisationstests der Virologen Christian Drosten und Hendrik Streeck ein  positives Ergebnis. Sie sollen laut Streeck recht hohe IgG/IgA-Antworten und eine unerwartet starke Reduktion im Plaque-Assay gezeigt haben. Drosten soll klargestellt haben, er würde dies als „diagnostische Untersuchung sehen, weniger als einen Test einer Impfstoff-Wirksamkeit“. Drosten wies in seiner Antwort an Stöcker auf die Zuständigkeit des Paul-Ehrlich-Instituts hin und auf die hohen Qualitätsansprüche bei der Produktion eines Impfantigens für einen Impfstoff.
Friedemann Weber, Leiter des Instituts für Virologie des Fachbereichs Veterinärmedizin an der Universität Gießen, sah im März 2021 die Arbeit Stöckers sehr kritisch: Zwar sei eine Wirksamkeit durchaus möglich; es sei aber auf gängige Vortests zur Toxizität verzichtet worden. Weber dazu: „Der größte Teil der Impfstoffforschung ist Sicherheitsforschung, damit eventuelle unerwünschte Nebenwirkungen erfasst werden.“ Er ordnete darum Stöckers Arbeitsmethoden als „unzulässige Menschenversuche“ ein.
Stöckers Protein-Impfstoff ist kein neues Verfahren. Die EU-Zulassung des Proteinimpfstoffs der Firma Novavax (NVX-CoV2373) war im April 2021 im laufenden Verfahren.
Stöcker veröffentlichte Informationen zum Impfstoff auf seinem persönlichen Blog.

### Impfaktion im November 2021
Am 27. November 2021 beendeten Polizei und Ordnungsamt am Flughafen Lübeck-Blankensee, dessen Eigentümer Stöcker ist, eine „unzulässige Impfaktion mit großem Andrang“. Bei ihrem Eintreffen gegen 15 Uhr waren bereits 50 Personen geimpft, etwa 230 warteten darauf. Polizei und Staatsanwaltschaft leiteten Ermittlungen gegen zwei Ärzte im Ruhestand, den Geschäftsführer des Flughafens und Stöcker wegen eines möglichen Verstoßes gegen das Arzneimittelgesetz ein. Wenige Tage nach der Impfaktion sagte Stöcker in einem Interview auf eine Frage zum Impfstopp durch die Staatsanwaltschaft und zu weiteren behördlichen Reaktionen: „Na, ja, der Staat ist zu Manchem in der Lage, das war in der NS-Zeit ja auch schon so.“
Das Amtsgericht Lübeck verurteilte Stöcker im Juni 2024 zu einer Geldstrafe in Höhe von 250.000 Euro (50 Tagessätzen in Höhe von 5000 Euro), weil er ein nicht zugelassenes Arzneimittel vorsätzlich in Verkehr gebracht und damit gegen das Arzneimittelgesetz verstoßen habe.

## Umstrittene Äußerungen

### Äußerungen zur Migrationspolitik
Am 18. Dezember 2014 äußerte Stöcker gegenüber der Sächsischen Zeitung, er wolle Flüchtlinge „am liebsten zurück in ihre Heimat schicken“; sie hätten „kein Recht, sich in Deutschland festzusetzen“. Stöcker warnte im Interview außerdem vor einer „Islamisierung Deutschlands“. Anschließend distanzierten sich verschiedene Parteien, Kirchen und die Universität zu Lübeck von Stöcker.
Stöcker verdeutlichte seine Äußerungen, distanzierte sich von rassistischem Gedankengut und betonte, er habe auf zukünftige Probleme der Migrationspolitik hinweisen wollen. Das Wort „Neger“ wolle er aber weiter verwenden. Nachdem sich zunächst der AStA und danach der Präsident der Universität Lübeck von ihm distanziert hatten, erklärte Stöcker im März 2015, Euroimmun werde keine freiwilligen Zahlungen (bis dahin jährlich eine Million Euro) für die Universität Lübeck mehr leisten und sich andere Kooperationspartner suchen.
Im Jahr 2015 rief Stöcker in seinem Blog öffentlich zum „Sturz der Kanzlerin Merkel“ auf. In einem Interview im Oktober 2016 bekräftigte Stöcker seine Äußerungen und forderte, syrische Flüchtlinge brauchten nur innerhalb ihres Landes in sichere Gebiete umzuziehen, um dem Krieg zu entgehen. Niemand müsse deshalb illegal nach Deutschland kommen. In diesem Interview äußerte er sich über „verschleierte Frauen“ und widersprach der Aussage des sächsischen Innenministers Markus Ulbig, der gesagt hatte, das Görlitzer Kaufhaus sei „für alle Menschen da“. Ermittlungen wegen Volksverhetzung stellte die Staatsanwaltschaft Görlitz im November 2016 ein.

### Weihnachtsansprache 2017
Im Dezember 2017 äußerte sich Stöcker in einer Weihnachtsansprache vor Euroimmun-Beschäftigten kritisch über die #MeToo-Bewegung, Feministinnen und Journalisten. Unter anderem riet er Mädchen in der Filmbranche, sie „könnten zurückhaltender gekleidet und weniger provozierend zum Casting gehen, dass die armen Regisseure auf dem Pfad der Tugend bleiben“. Er vermutete, dass in der #MeToo-Bewegung vor allem diejenigen aufschrien, „die von der Natur optisch weniger vorteilhaft ausgestattet worden sind“. Euroimmun-Beschäftigten riet er: „[…] zeugt viele Kinder, dass wir dem mutwillig herbeigeführten, sinnlosen Ansturm unberechtigter Asylanten etwas entgegensetzen können.“ Die Ansprache veröffentlichte er auch in seinem Blog.
Im Februar 2018 beschloss die Lübecker Bürgerschaft als Reaktion auf Stöckers Weihnachtsansprache, künftig Spenden von ihm und seinen Unternehmen nicht mehr anzunehmen. Außerdem beauftragte sie Bürgermeister Bernd Saxe und Stadtpräsidentin Gabriele Schopenhauer, sich öffentlich von Stöckers Äußerungen zu distanzieren.

## Publikationen (Auszug)
Quelle: Publikationsverzeichnis
- W. Stöcker: Über eine Methode zur Bestimmung der spezifischen Radioaktivität und der biologischen Halbwertszeit des Methylgruppendonators S-Adenosylmethionin unter in-vivo-Bedingungen. Würzburg, Univ., Fachbereich Medizin, Diss., Dissertation bei Klaus Hempel am Institut für Medizinische Strahlenkunde der Universität Würzburg (1976).
- W. Stöcker, P.C. Scriba: Die Anwendung einer neuen, rationellen Immunfluoreszenztechnik in der klinischen Routinediagnostik. Kolloquium über Autoimmunphänomene bei Schilddrüsenerkrankungen, Freiburg. Publiziert in: H. Schatz, D. Doniach (Hrsg.): Autoimmunität bei Schilddrüsenerkrankungen. Georg-Thieme-Verlag, Stuttgart 1984, S. 157–174.
- K. Stöcker, W. Stöcker, Y. Ritter-Frank, P.C. Scriba: Chemisch-aktivierte Glasobjektträger für Gefrierschnitte und ihre Anwendung in der Autoantikörperdiagnostik. Acta histochem (Jena) Suppl 31 (1985), S. 283–294.
- W. Stöcker, H. Schatz: Sind die neueren Methoden zur Bestimmung von Autoantikörpern gegen Schilddrüsen-Antigene den älteren überlegen? In: P. Pfannenstiel, D. Emrich, B. Weinheimer (Hrsg.): Schilddrüse 1985. Verhandlungsbericht der 7. Konferenz über die menschliche Schilddrüse, Homburg an der Saar. Georg-Thieme-Verlag, Stuttgart 1986, S. 150–160.
- C. Lehmann, E. Müller-Kunert, W. Schlumberger, W. Stöcker: Autoantikörperdiagnostik. In: Der Bayerische Internist (DBI), 2001, 21(6), S. 365–373.